# NGC 5713
NGC 5713は、おとめ座にある非対称な特異銀河である。多くの銀河カタログでは渦巻銀河に分類されているが、NGC 5713は多くの通常の渦巻銀河とはかなり異なる。ほとんどの渦巻銀河は、2本のはっきりした渦状腕かまたは羊毛状の渦のような構造のどちらかを持つのに対し、この渦巻銀河は、1つの渦状腕しか見えない。近隣の渦巻銀河NGC 5719との重力相互作用がこのような1つの腕を持つ非対称な構造の一因になっていると考えられている。
NGC 5713は、NGC 5719とともにNGC 5691やNGC 5705を含む小さな渦巻銀河の群の中心に位置する。

## 星形成
近隣の他の多くの渦巻銀河と比べて、NGC 5713は比較的星形成活性が強く見える。NGC 5713中の活発な星形成は、NGC 5719との重力相互作用と関連がある可能性がある。相互作用は、NGC 5713内のガス雲の軌道を乱し、そのため雲同士が衝突するようになる。衝突により雲は崩壊し、新しい恒星を形成し、NGC 5713内の星形成の増加に繋がる。